# Платеро і Я
«Платеро і я» (ісп. Platero y yo) — твір іспанського письменника Хуана Рамона Хіменеса, виданий у 1914 році, у якому поетично відтворено життя віслюка на ім'я Платеро, його нерозлучного друга дитинства та юності. Перший абзац є дуже відомим:

Платеро маленький, волохатий, м'який; такий м'який зовні, що здається наче він увесь бавовняний і не має кісток. Лише очі його темні, як два жуки із чорного скла. Я відпускаю його, і він йде на луг і злегка гладить мордою, ледве торкаючись їх, маленьких рожевих, світло-блакитних та жовтих квітів… Я кличу його солодко: «Платеро!», і він весело біжить до мене, здається, сміючись, в якомусь незбагненному ідеальному стукоті...
Книга складається з коротких розділів, які не мають тематичного порядку між собою і відповідають враженням, відчуттям і спогадам з Могера, де пройшло дитинство Хуана Рамона Хіменеса. Розповідь постає як щоденник, де детально викладено найцікавіші сторони життя, думки та почуття автора. Однак це не щоденник і не автобіографічна книга, а збірка історій, узятих із справжнього життя та спогадів минулого.

## Історія
Перше видання було опубліковано в 1914 році (Ediciones de la lectura), що налічувало 136 сторінок, а в 1917 році вийшло повне видання, що складалося з 138 розділів та 142 сторінок. (Ediciones Calleja, Мадрид). Було очевидним те, що «Платеро і я» — це текст для дорослих, хоча завдяки своїй простоті та зрозумілості, він цілком відповідав уяві та вподобанням дітей. Деякі розділи містили певну соціальну критику, розкриваючи погляди автора, які багато хто відразу не помітив. Сам Хуан Рамон Хіменес у «пролозі» до видання уточнив: «Я ніколи не писав і не буду нічого писати для дітей, тому що я думаю, що дитина може читати книги, які читає людина, і за певними винятками, які кожен може придумати».
Поет мав намір розширити текст до 190 розділів; Насправді є три додаткові розділи, написані у 1920-х роках. Хуан Рамон Хіменес також планував другу частину - «Інше життя Платеро», для якої він навіть визначив деякі назви. Проєкт, який, подібно до того, як і публікація «Платеро і я» був чернеткою, що ніколи не вийшов у світ, і це найкрасивіша історія літератури.
Текст характеризується багатством і надмірністю лексики, вигадуванням слів; з'являється андалузький діалект з місцевою лексикою, риторична фігура образу переважає у формі порівняння чи метафори; системне вживання прикметників та використання риторичних запитань, подиву і трьох крапок.

## Столітній ювілей
З нагоди сторіччя першої публікації «Платеро і я» в 1914 році, міська рада Могера та Фонд Хуана Рамона Хіменеса створили розширений календар заходів під назвою «Рік Платеро», щоб відзначити дату виходу твору. Розробили програму заходів, які відбувалися протягом 2014 року в різних сферах, таких як туризм і культура, сприяння літературі для читання, образотворче і театральне мистецтво, пам'ятні заходи та ювілеї, спеціальні випуски до дня сторіччя, святкування Міжнародного конгресу «Платеро і я», а також музей під відкритим небом — «Moguer EScultura» — на вулицях рідного міста поета.
Так само, з нагоди сторіччя другої публікації в 1917 році, також було розроблено широку програму заходів, які відбувалися протягом 2017 року. Серед заходів варто виділити виставку п'яти видань повного зібрання праці «Платеро і я» датовані 1917 роком.
Театральна адаптація була написана Даріо-Андраде Гарі, опублікована в літературному журналі «Ex Tempore» та представлена на літературному вечорі кола письменників ООН у Женеві 20 січня 2017 року, таким чином відзначаючи сторіччя твору.